# Saturn Queen
Saturn Queen è un personaggio immaginario dei fumetti posseduti dalla DC Comics. Debuttò in Superman n. 147 (agosto 1961), e fu creata da Jerry Siegel e Curt Swan.

## Teoria d'ispirazione della Golden Age
Come Saturn Girl, Saturn Queen sembrò essere stata suggerita o ispirata da una storia di Wonder Woman degli anni quaranta (vol. 1, n. 10 e 22), in cui le "ragazze di Saturno" con "poteri ipnotici" che "potevano completamente bloccare i sensi della maggior parte dei terrestri, rendendo i Saturniani addestrati invisibili e inudibili" erano anche in grado di controllare i propri corpi e ingannare la morte, invasero la Terra. Come Saturn Queen avevano una voglia complessa di fare del bene o male difficile da controllare, ma il regime amazzone dell'Isola Trasformazione sembrò avere effetto su di loro. Una sproporzionata parte di loro avevano i capelli rossi, e circa la metà era bionda.
Il simile passaggio da eroe a criminale, dubbi sul controllo altrui, l'esortazione al sacrificio o all'improvviso passaggio al lato eroico, comparvero tutti nelle storie di Saturn Queen. Anche la riabilitazione, il rimpianto, la redenzione, la giustizia riparativa e eroi addestrati e di cui prendersi cura furono argomentazioni esplorate.

## Biografia
Saturn Queen è una bellissima ragazza con i capelli rossi proveniente dal pianeta Saturno del XXX secolo, e come Saturn Girl è una telepate della luna di Saturno Titano. Debuttò al fianco dei suoi compatrioti criminali della Legione dei Supercriminali. Provvista di una personalità distaccata e fiduciosa, ritiene il suo movente per fare del male come qualcosa che le capitò di avere.
"Io vengo dal pianeta Saturno, dove non ci fu la criminalità per secoli, e dove chiunque poteva eseguire stupefacenti gesta mentali! Un giorno, quando viaggiai fino alla Terra, sentì l'improvviso desiderio di violare la legge con i miei poteri di super ipnotismo, e così mi unì alla Legione dei Supercriminali".
La sua carriera come criminale ebbe una svolta per infamia quando lei e i suoi soci si unirono a Lex Luthor per uccidere Superman. La Legione dei Super-Eroi comparve per combattere i criminali, e quando Luthor minacciò di uccidere Superman, Saturn Queen si offrì di morire al suo posto. Superman chiese di poter essere liberato così da poterle rendere omaggio, e promise di non salvarla. Si scoprì che gli anelli di Saturno toglievano le energie che fornivano i tratti criminali. Superman formò un anello artificiale da alcuni frammenti di questi anelli, facendo così sconfiggere Cosmic King, Lightning Lord e Lex Luthor dai poteri mentali di Saturn Queen. Un frammento di questo anello fu lasciato alla ragazza perché rimanesse buona, mentre gli altri super criminali furono arrestati. Superman affermò che la legge del futuro sarebbe stata comprensiva verso di lei.

### Sogni
Superman, esposto alle radiazioni della Kryptonite rossa, sognò Saturn Queen e suoi soci che gli facevano causa per danni subiti da parte sua. Nel sogno, Superman fu costretto a combattere contro Supergirl a morte o altrimenti avrebbe visto la Terra distrutta. Mentre questo fu solo un sogno, si presunse che Saturn Queen potesse avergli inviato queste immagini.

### Ritorno
Durante la storia "Potere Assoluto", Saturn Queen tornò a creare un universo alternativo in cui lei e i suoi soci Cosmic King e Lightning Lord erano i "genitori" sia di Batman che di Superman. Per creare questo mondo i criminali andarono indietro nel tempo e sabotarono le origini dei due grandi super eroi, uccidendo i Kent mentre scoprivano l'astronave di Superman, e uccidendo il ladro subito dopo che questo uccise i coniugi Wayne. Altri super eroi furono uccisi prima della formazione della League, per esempio, Martian Manhunter fu ucciso con il fuoco subito dopo essere arrivato sulla Terra. In questo mondo, i World's Finest Comics erano i garanti personali delle volontà dei loro genitori. Di tutti quelli che giocarono con il tempo, lei sembrò l'unica che si rendesse conto di cosa avevano fatto e delle terribili ed irreversibili conseguenze. Essendo stata la madre dei giovani Bruce e Clark per molti anni la rese particolarmente attaccata a questo mondo artificiale. Quando le cose cominciarono a sfuggire di mano - grazie all'assalto di Wonder Woman su Superman e Batman - e Bruce fu ucciso prima che Clark uccidesse Wonder Woman, Saturn Queen fu l'unico "genitore" a versare lacrime. Quando i due eroi tentarono di ricostituire la realtà, ma fu Batman ad uccidere l'assassino dei suoi genitori, Ra's al Ghul riuscì a dominare il mondo aiutato dalla Legione, che si batté contro gli eroi ancora una volta. Infine, quando fu ricostituito il vero mondo, e lei scomparve, successivamente ritornò a sposare Matter Eater Lad.

### Kandor
La maternità fece crescere in Saturn Queen la voglia di avere un bambino. Essendo stata vista per l'ultima volta nella storia "Potere Assoluta" del fumetto Superman/Batman, Saturn Queen ritornò nella storia di Kandor nella nuova serie di Supergirl. Spiegò che quando Alexander Luthor Jr. riportò l'universo indietro durante la Crisi infinita, la sua realtà alternativa fu ricreata nel suo mondo. Quando il multiverso collassò, si ritrovò bloccata nella Zona Fantasma, dove trovò Ultraman. Vide Ultraman come un rimpiazzo adatto per la versione di Superman che fu suo figlio nella sua realtà, e lo mise sotto controllo mentale così che potesse credere che lei fosse sua madre.
Insieme ricrearono Kandor a loro immagine: lui impose la volontà di Saturn Queen, mentre lei gestiva tutto da dietro le scene. Quando Power Girl e Supergirl cominciarono a creare problemi per loro nelle vesti di Nightwing e Flamebird, Saturn Queen cominciò a spaventarsi, dato che il suo ultimo "figlio" fu perduto in una ribellione simile. Ultraman non riuscì a sopraffare Supergirl e sarebbe morto se Saturn Queen non avesse interferito telepaticamente. Con un mondo perfetto sulla via dell'apice della perfezione, Supergirl ed Ultraman stavano per sposarsi e Power Girl stava per essere giustiziata, sigillando così il suo nuovo mondo per sempre. Tuttavia, ancora, la perfezione fu elusa quando tentò di tuffarsi telepaticamente nella mente di Power Girl e perse così il controllo sia su Ultraman che su Supergirl. Utilizzando l'ultimo briciolo di forza, cercò la mente di Ultraman ma fu presa a pugni e quasi uccisa da Supergirl. Pregando per la sua vita, diede telepaticamente a Supergirl le informazioni che cercava. Con soddisfazione di Supergirl, le due eroine se ne andarono. Nel frattempo Saturn Queen nel frattempo cullò il corpo di suo "figlio" tra le sue braccia, mentre la ribellione si chiudeva intorno a lei.

### Crisi Finale
Saturn Queen fu tra i membri della Legione dei Supercriminali di Superboy-Prime. Nella mini serie, Eve fu descritta come una telepate in grado di sondare a fondo la mente di una persona ed esporne i desideri più oscuri. Credeva che tutti gli esseri senzienti avevano una deviazione cucita nelle loro menti, e che fingevano di essere buoni e mostrò dubbio per gli altri che nascondevano i loro desideri più profondi. Fu presentata come la controparte di Saturn Girl, che credeva, invece, di poter fare uscire il meglio dalle persone.
Mentre la Legione atterrava su Zerox per reclutare Mordru, Eve entrò nella mente della Lanterna Verde Rond Vidar e bloccò la sua forza di volontà sufficientemente a lungo da permettere a Superboy-Prime di spezzargli il collo. La si vide poi attaccare Saturn Girl insieme a Esper Lass, ma fu fermata dalle Saturn Girls di Terra-247 e di Terra Prime. Le tre quindi si unirono per evitare che Eve avvertisse Superboy-Prime a proposito del nuovo piano di attacco della Legione.
Dopo la fine della storia Legione dei 3 mondi, Eve ricreò la Legione dei Supercriminali, utilizzando i suoi poteri telepatici non solo per l'evasione dei suoi compagni dal pianeta prigione di Takron-Galtos, ma anche per distruggere la prigione ed utilizzarne il caos per reclutare nuovi membri e per l'evasione.